# Synopsidia phasidaria
Synopsidia phasidaria là một loài bướm đêm trong họ Geometridae.